# Noeza
Noeza (stgr. νόησις, noesis), zwana także intelekcją lub intuicją intelektualną to w znaczeniu ogólnym: bezpośredni wgląd w stan rzeczy. 

## W metafizyce klasycznej
W filozofii Platona noeza oznacza czystą myśl, za pomocą której człowiek odkrywa prawdziwy, rzeczywisty świat idei. Zdaniem greckiego filozofa prawdziwa rzeczywistość nie może znajdować się w dziedzinie tego, co jednostkowe, zmienne i niestałe, lecz znajduje się w tym, co powszechne, niezmienne, stałe i konieczne. Rzeczywistość ujmujemy zatem poprzez sensy wyrażeń ogólnych, które jawią się jedynie w poznaniu intuicyjnym.   
Według Arystotelesa jako ucznia Platona intuicja intelektualna „zajmuje się tym, co ostateczne w obu znaczeniach: bo zarówno pierwsze, najogólniejsze pojęcia, jak i ostateczne terminy są przedmiotem myślenia intuicyjnego”. Według tej koncepcji noeza występuje w funkcji czytania wewnętrznych relacji w bycie i pomiędzy bytami. Choć charakteryzuje ją bezdyskursywność, bezpośredniość, naoczność, głębokość ujęcia oraz oczywistość, ten sposób „oglądowego” ujęcia rzeczywistości zajmuje ważne miejsce w teorii poznania w klasycznej metafizyce.

## W metafizyce nowożytnej
Według Henriego Bergsona poznanie intuicyjne różni się od poznania naukowego. To drugie dąży do drobiazgowego opisu przedmiotu, lecz dopiero intuicja pozwala na ujęcie rzeczywistości w jej całości i rozciągłości, a przez to w uczestniczeniu w niej.
W filozofii Edmunda Husserla: intencjonalny akt świadomości. Przedmiotem noezy jest noemat.

## W psychologii
W psychologii: funkcjonowanie intelektu, poznanie.